# Ліхтар (центратор)
Ліхтар для центрування обсадних труб у свердловині, (рос. фонарь для центрирования обсадных труб в скважине; англ. casing centralizer, casing stabbing basket, нім. Lampe f für die Rohrzentrierung in der Sonde) — центратор обсадних труб; пристрій, який закріплюється довкола обсадних труб для розташування їх в центрі свердловини і забезпечення рівностінного цементного кільця навколо обсадних труб.